# Pistolet CZ 50
CZ 50 (vz. 50) – pistolet samopowtarzalny konstrukcji czechosłowackiej.

## Opis konstrukcji
Lekki, kieszonkowy pistolet samopowtarzalny. Działa na zasadzie swobodnego odrzutu zamka i posiada mechanizm uderzeniowy kurkowy z kurkiem zewnętrznym. Mechanizm spustowy podwójnego działania. Konstrukcja stalowa.